# Samariscus maculatus
Samariscus maculatus är en fiskart som först beskrevs av Günther, 1880.  Samariscus maculatus ingår i släktet Samariscus och familjen Samaridae. Inga underarter finns listade i Catalogue of Life.